# Marcus I. (Byzanz)
Marcus I. (griech.: Markos) († 211) war Bischof von Byzantion. Seine Amtszeit wird auf die Jahre 198–211 datiert und fällt damit in die Regierung des Kaisers Septimius Severus. Dieser hatte nicht nur der Stadt wegen ihrer Gegnerschaft gegen ihn im zweiten Vierkaiserjahr ihre Freiheiten genommen, sondern er unternahm auch lang andauernde Christenverfolgungen. Daher ist nicht klar, ob Marcus tatsächlich für die gesamten 13 Jahre das Bischofsamt ausüben konnte oder ob er es wegen der Verfolgung an einen Stellvertreter abgeben musste.
Sein Nachfolger wurde Philadelphus.